# M-1グランプリ2024
『M-1グランプリ2024』（エムワングランプリ2024）は、吉本興業・朝日放送テレビ（ABCテレビ）主催の漫才コンクール「M-1グランプリ」の第20回大会。2024年12月22日に決勝戦が開催され、ABCテレビ・テレビ朝日系列にて生放送された。大会スローガンは「お前たちが一番おもしろい。」。優勝者は令和ロマン。

## 概要
通算20回目の開催であることから、大会ロゴに「20th anniversary」のマークがつけられている。総エントリー数は再エントリーを含め10330組となり、初めて5桁の大台に達した。
前年度王者の令和ロマンが、前年度エンディングでの宣言通り、異例の参戦表明。過去の王者のエントリーは、第10回（2010年）のパンクブーブー以来、実に10大会ぶり（14年ぶり）である。

## 大会の流れ

### 予選
エントリー受付は6月26日から8月31日まで。1回戦は8月1日から10月4日にかけて全国各地で開催され、その後は東京、大阪・京都の2地区に分けて、10月7日 - 21日に2回戦、10月27日 - 11月8日に3回戦、11月20日 - 22日に準々決勝が行われた。
エントリーした10330組のうち、1721組が2回戦、408組が3回戦、132組が準々決勝に進出。3回戦では前年度のファイナリストで今大会がラストイヤーだったモグライダーが敗退。準々決勝ではラパルフェが第15回（2019年）の決勝戦でニューヨークが披露したネタの物真似をし、大きな話題を呼んだ。なお、3回戦・準々決勝のネタ動画配信はコンプライアンス基準が例年より厳しくなり、問題があるとみなされたくだりがカットされる動画が相次ぎ、中には登場シーンを除いてネタ自体がカットされた例もあった。ベストアマチュア賞は結成3年の大学生コンビ「乙女ブレンド」が受賞し、準決勝でオープニングアクトとしてネタを披露した。ベストキッズ賞は女子コンビ「あわよくば」が受賞した。
準決勝は12月5日に行われ、ワイルドカード枠のロングコートダディを含む31組が出場した。準決勝初進出は家族チャーハン、十九人、金魚番長、ドンデコルテ、カラタチ、ひつじねいり、例えば炎、今夜も星が綺麗、豆鉄砲、ジョックロックの10組。審査の結果、真空ジェシカが4年連続、令和ロマンとヤーレンズが2年連続、トム・ブラウンが6年ぶり、エバース、ダイタク、ママタルト、バッテリィズ、ジョックロックが初の決勝戦進出を果たした。

### 敗者復活戦（大会の流れ）
12月22日に新宿住友ビル・三角広場にて開催。ワイルドカード枠を除く準決勝敗退21組に出場資格が与えられ、観客投票「サバイバルラウンド」と芸人審査「ファイナルサバイバルジャッジ」の両方を勝ち抜いた1組のみ勝ち上がることができる。
司会は7年連続の陣内智則に加え、齋藤飛鳥が初めて担当。芸人審査員は野田クリスタルと渡辺隆が前大会から続投し、新たに斎藤司、久保田かずのぶ、井口浩之が就任した。
サバイバルラウンドでは、Aブロックは6組目の金魚番長、Bブロックは4組目のマユリカ、Cブロックは6組目のインディアンスが勝利。ファイナルサバイバルジャッジではマユリカとインディアンスが2票ずつで並んだため、審査員5名の決選投票により、マユリカが決勝戦に進出した。

### 決勝戦（大会の流れ）
12月22日にテレビ朝日にて開催。司会は18大会連続の今田耕司と、13大会連続の上戸彩。
審査員は海原ともこ、博多大吉、塙宣之、礼二が前大会から続投、石田明と哲夫が第11回大会（2015年）以来9年ぶりに、柴田英嗣、山内健司、若林正恭が初めて就任し、第11回（2015年）以来の9人体制での審査となった。
オープニングVTRでは『M-1』の創設者である島田紳助の直筆メッセージが紹介された。
ファーストラウンドの出番順を決める「笑神籤（えみくじ）」を引き演者を発表する役割には、パリオリンピックでメダルを獲得した阿部一二三（1 - 3組目）、早田ひな（4 - 7組目）、萱和磨（8 - 10組目）が招かれ、1人ずつ順番に登場した。笑神籤による抽選の結果、令和ロマン、ヤーレンズ、真空ジェシカ、マユリカ（敗者復活組）、ダイタク、ジョックロック、バッテリィズ、ママタルト、エバース、トム・ブラウンの順でネタを披露。連続進出のコンビ（4組）、初進出のコンビ（5組）、返り咲きのコンビ（1組）と綺麗に分かれる順番となった。
今大会の敗者復活組を除く決勝進出コンビ9組の紹介VTRでは「M-1とは―」への2人の返答が表記された。
| コンビ名       | M-1とは―     |
| -------------- | ------------ |
| 令和ロマン     | 宿命         |
| ヤーレンズ     | 免罪符       |
| 真空ジェシカ   | ライフライン |
| ダイタク       | 好きで嫌い   |
| ジョックロック | 最高の刺激   |
| バッテリィズ   | 甲子園       |
| ママタルト     | 自己肯定     |
| エバース       | 存在証明     |
| トム・ブラウン | 夢           |

審査員9名による採点の結果、バッテリィズが1位通過、令和ロマンが2位通過、真空ジェシカが3位通過で最終決戦に進出。CM中にファーストラウンド上位の組からネタ順を選択し、例年通りファーストラウンド下位から順にネタを披露した。最終投票では塙が真空ジェシカに、哲夫、若林、礼二がバッテリィズに、大吉、石田、山内、柴田、ともこが令和ロマンに投票。5票を獲得した令和ロマンが第20代王者となり、『M-1』史上初となる2連覇を達成した。
TVerでのリアルタイム配信では、視聴人数がおよそ115万人、最大同時接続数がおよそ42万台となり、2022年4月にTVerがリアルタイム配信サービスを開始して以降の民放全局の全番組の中で、最も多くの人に視聴された番組となった。

## 結果

### 決勝戦（結果）
| 金背景   | 1位通過、優勝      |
| 銀背景   | 2位通過            |
| 銅背景   | 3位通過            |
| 赤文字   | 審査員別の最高評点 |
| 青文字   | 審査員別の最低評点 |
| 赤太文字 | 全体の最高評点     |
| 青太文字 | 全体の最低評点     |

- 順位は最終決戦に進出したコンビは票数、それ以外のコンビはファーストラウンドの得点による順序。
  - ファーストラウンドの得点が同じ場合は、高得点を付けた審査員の人数が多い順に並べ、得点欄に括弧書きで高得点を付けた審査員の人数を記載。順位は公式サイトなどに準拠し同率とする[注 8]。
- 所属事務所は出場当時、結成年の太字はラストイヤー。
- 敗者復活組はキャッチコピーが無いため、「（敗者復活組）」とする。
- 順位や得点などをまとめた表は、矢印がついたセルをクリックすると、昇順、降順、元の順の順番で並び替えられる。

| 順位 | コンビ名 所属事務所                       | No.  | 結成年 | 決勝戦進出歴  | キャッチコピー            | ファースト | ファースト    | 最終決戦 | 最終決戦 |
| 順位 | コンビ名 所属事務所                       | No.  | 結成年 | 決勝戦進出歴  | キャッチコピー            | 出番       | 得点          | 出番     | 得票     |
| ---- | ----------------------------------------- | ---- | ------ | ------------- | ------------------------- | ---------- | ------------- | -------- | -------- |
| 優勝 | 令和ロマン 吉本興業                       | 2684 | 2018年 | 2年連続 2回目 | Champion                  | 1番        | 850点         | 2番      | 5票      |
| 2位  | バッテリィズ 吉本興業                     | 6307 | 2017年 | 初進出        | 浪花のド直球              | 7番        | 861点         | 3番      | 3票      |
| 3位  | 真空ジェシカ プロダクション人力舎         | 19   | 2012年 | 4年連続 4回目 | アンコントロールIV        | 3番        | 849点         | 1番      | 1票      |
| 4位  | エバース 吉本興業                         | 2342 | 2016年 | 初進出        | 雑談ファンタジスタ        | 9番        | 848点         |          |          |
| 5位  | ヤーレンズ ケイダッシュステージ           | 502  | 2011年 | 2年連続 2回目 | 逆襲のノンストップ・ウザ  | 2番        | 825点         |          |          |
| 6位  | トム・ブラウン ケイダッシュステージ       | 496  | 2009年 | 6年ぶり 2回目 | ラスト無秩序              | 10番       | 823点         |          |          |
| 7位  | ダイタク 吉本興業                         | 2585 | 2009年 | 初進出        | 双子無双                  | 5番        | 820点 （5名） |          |          |
| 7位  | マユリカ 吉本興業                         | 67   | 2011年 | 2年連続 2回目 | （敗者復活組）            | 4番        | 820点 （4名） |          |          |
| 9位  | ジョックロック 吉本興業                   | 6349 | 2022年 | 初進出        | 爆音ダークホース          | 6番        | 819点         |          |          |
| 10位 | ママタルト サンミュージックプロダクション | 4224 | 2016年 | 初進出        | デカすぎるにもほどがある! | 8番        | 812点         |          |          |

| 出番順 | コンビ名       | 得点計 | 大吉 | 塙 | 哲夫 | 若林 | 石田 | 山内 | 柴田 | ともこ | 礼二 |
| ------ | -------------- | ------ | ---- | -- | ---- | ---- | ---- | ---- | ---- | ------ | ---- |
| 1      | 令和ロマン     | 850    | 96   | 93 | 90   | 94   | 96   | 96   | 95   | 97     | 93   |
| 2      | ヤーレンズ     | 825    | 92   | 92 | 91   | 92   | 92   | 91   | 91   | 94     | 90   |
| 3      | 真空ジェシカ   | 849    | 97   | 94 | 90   | 93   | 95   | 97   | 94   | 95     | 94   |
| 4      | マユリカ       | 820    | 93   | 91 | 88   | 91   | 91   | 90   | 89   | 96     | 91   |
| 5      | ダイタク       | 820    | 90   | 93 | 89   | 92   | 90   | 92   | 88   | 94     | 92   |
| 6      | ジョックロック | 819    | 89   | 91 | 91   | 90   | 89   | 93   | 88   | 95     | 93   |
| 7      | バッテリィズ   | 861    | 95   | 93 | 95   | 95   | 97   | 96   | 96   | 97     | 97   |
| 8      | ママタルト     | 812    | 88   | 89 | 89   | 89   | 90   | 93   | 89   | 92     | 93   |
| 9      | エバース       | 848    | 94   | 94 | 93   | 94   | 96   | 94   | 93   | 94     | 96   |
| 10     | トム・ブラウン | 823    | 95   | 95 | 92   | 93   | 88   | 90   | 87   | 94     | 89   |

| 出番順 | コンビ名     | 得票数 | 大吉 | 塙 | 哲夫 | 若林 | 石田 | 山内 | 柴田 | ともこ | 礼二 |
| ------ | ------------ | ------ | ---- | -- | ---- | ---- | ---- | ---- | ---- | ------ | ---- |
| 1      | 真空ジェシカ | 1      |      | ★  |      |      |      |      |      |        |      |
| 2      | 令和ロマン   | 5      | ★    |    |      |      | ★    | ★    | ★    | ★      |      |
| 3      | バッテリィズ | 3      |      |    | ★    | ★    |      |      |      |        | ★    |

備考
- 第17回（2021年）から4年連続で、準決勝通過者が決勝戦経験者4組・初進出5組となった。
- 真空ジェシカが笑い飯以来となる4年連続のストレートでの決勝戦進出を決めた。
- ケイダッシュステージ所属のコンビが2組同時に決勝戦進出を果たした（トム・ブラウン、ヤーレンズ）。
  - トム・ブラウンは第14回（2018年）以来6大会ぶりの決勝戦進出で、キングコング、タイムマシーン3号と並ぶ最長ブランクを経ての返り咲きとなった。

- 第15回（2019年）のかまいたち以来、5年ぶりにラストイヤーのコンビが準決勝を通過した（トム・ブラウン、ダイタク）。
  - 初めて双子のコンビ（ダイタク）が決勝戦に進出した。

- 過去の優勝者（令和ロマン）が準決勝を通過したのは、第6回（2006年）のフットボールアワー以来2組目で、前年の優勝者が準決勝を通過したのは史上初。
- 大会史上初めて、エントリーNo.6000以上のコンビが決勝戦に進出した（バッテリィズ、ジョックロック）。エントリーNo.5000以上のコンビとしてもこの2組が初めて。
  - ジョックロックはコンビ内で年齢差が10年195日あり、史上最もコンビ内で年の離れたファイナリストとなった。芸歴差も第6回（2006年）のザ・プラン9と並ぶ歴代1位タイの7年（福本ユウショウ：11年、ゆうじろー：4年）である。

- 礼二（中川家）が第11回（2015年）から10年連続で審査員を務め、中田カウス（第2回（2002年）- 第10回（2010年））と並んでいた審査員連続出演記録を更新した。
- 第15回（2019年）から6年連続で敗者復活組の出番が4組目以内となった。
  - 第13回（2017年）から8年連続で敗者復活組がファーストラウンド敗退に終わっている。

- ヤーレンズの平均91.67点は、全審査員から90点以上の得点を獲得した例としては最も低い平均点である。
- バッテリィズがファーストラウンドで歴代3位の平均点（95.67点）を記録した。
- 初めて平均94点以上を獲得したコンビ（エバース：94.22点）がファーストラウンドで敗退した。
- 初めてファーストラウンドで全組が90点以上の平均点を獲得した。
- 最終決戦進出かファーストラウンド敗退かを分ける3位と4位の平均点差が0.11点と過去最小。
- ネタ終了時点で最終決戦進出圏内に入ったコンビが4組と、上位2組が進出する形式だった第1回（2001年）と並んで過去最少であった。
- 第17回（2021年）から4年連続で、吉本興業以外の事務所所属コンビが最終決戦に進出した。
- 令和ロマンが『M-1』史上初の2連覇を成し遂げた。同一の全国ネットの主要お笑い賞レース（M-1グランプリ、R-1グランプリ、キングオブコント、日清食品 THE MANZAI、THE W）での2度の優勝および2連覇は、『R-1ぐらんぷり』2007・2008のなだぎ武以来2回目の事例である。
  - 令和ロマンは第3回（2003年）・第4回（2004年）の千鳥以来、実に16大会ぶり（20年ぶり）となる2年連続でトップバッターを務めたコンビとなり、自身が持つトップバッターの歴代最高平均点を大幅に更新した（92.57点→94.44点）。
  - 海原ともこが令和ロマンに「97点」を付け、第9回（2009年）のナイツ以来、実に11大会ぶり（15年ぶり）にトップバッターへの過去最高評点を更新した。トップバッターに全体の最高評点が付いたのと、過去の優勝者が最終決戦で票を獲得したのは、それぞれ史上初。
  - 第16回（2020年）から5年連続でファーストラウンドを1位で通過していないコンビが優勝した。

### 敗者復活戦（結果）
- コンビ名、所属事務所は出場当時、成績表の金背景は決勝戦進出者。
- サバイバルラウンドの太字は各試合の勝者、金背景はファイナルサバイバルジャッジ進出者。

| 結果         | コンビ名             | 所属事務所                   | No.  | 結成年 | 出番  | 芸人審査 |
| ------------ | -------------------- | ---------------------------- | ---- | ------ | ----- | -------- |
| 決勝戦進出   | マユリカ             | 吉本興業                     | 67   | 2011年 | B-4番 | 2票      |
| 芸人審査敗退 | インディアンス       | 吉本興業                     | 4341 | 2010年 | C-6番 | 2票      |
| 芸人審査敗退 | 金魚番長             | 吉本興業                     | 2195 | 2018年 | A-6番 | 1票      |
| 観客審査敗退 | 十九人               | ASH&Dコーポレーション        | 1479 | 2018年 | A-1番 |          |
| 観客審査敗退 | 今夜も星が綺麗       | プロダクション人力舎/SMA     | 4050 | 2020年 | A-2番 |          |
| 観客審査敗退 | フースーヤ           | 吉本興業                     | 3785 | 2016年 | A-3番 |          |
| 観客審査敗退 | ドンデコルテ         | 吉本興業                     | 2356 | 2019年 | A-4番 |          |
| 観客審査敗退 | ダンビラムーチョ     | 吉本興業                     | 5360 | 2011年 | A-5番 |          |
| 観客審査敗退 | カベポスター         | 吉本興業                     | 355  | 2014年 | A-7番 |          |
| 観客審査敗退 | カラタチ             | 吉本興業                     | 2458 | 2011年 | B-1番 |          |
| 観客審査敗退 | ナイチンゲールダンス | 吉本興業                     | 2338 | 2017年 | B-2番 |          |
| 観客審査敗退 | 滝音                 | 吉本興業                     | 5366 | 2016年 | B-3番 |          |
| 観客審査敗退 | 家族チャーハン       | 吉本興業                     | 959  | 2022年 | B-5番 |          |
| 観客審査敗退 | 男性ブランコ         | 吉本興業                     | 4913 | 2011年 | B-6番 |          |
| 観客審査敗退 | 豪快キャプテン       | 吉本興業                     | 5550 | 2019年 | B-7番 |          |
| 観客審査敗退 | シシガシラ           | 吉本興業                     | 2436 | 2018年 | C-1番 |          |
| 観客審査敗退 | 豆鉄砲               | ワタナベエンターテインメント | 4590 | 2018年 | C-2番 |          |
| 観客審査敗退 | オズワルド           | 吉本興業                     | 3750 | 2014年 | C-3番 |          |
| 観客審査敗退 | スタミナパン         | SMA                          | 6553 | 2014年 | C-4番 |          |
| 観客審査敗退 | 例えば炎             | 吉本興業                     | 3743 | 2020年 | C-5番 |          |
| 観客審査敗退 | ひつじねいり         | マセキ芸能社                 | 2629 | 2019年 | C-7番 |          |

| 試合    | 暫定勝者         | 暫定勝者 | 対戦者           | 対戦者 |
| 試合    | コンビ名         | 得票率   | コンビ名         | 得票率 |
| ------- | ---------------- | -------- | ---------------- | ------ |
| 第1試合 | 十九人           | 34%      | 今夜も星が綺麗   | 66%    |
| 第2試合 | 今夜も星が綺麗   | 34%      | フースーヤ       | 66%    |
| 第3試合 | フースーヤ       | 44%      | ドンデコルテ     | 56%    |
| 第4試合 | ドンデコルテ     | 26%      | ダンビラムーチョ | 74%    |
| 第5試合 | ダンビラムーチョ | 49%      | 金魚番長         | 51%    |
| 第6試合 | 金魚番長         | 61%      | カベポスター     | 39%    |

| 試合    | 暫定勝者             | 暫定勝者 | 対戦者               | 対戦者 |
| 試合    | コンビ名             | 得票率   | コンビ名             | 得票率 |
| ------- | -------------------- | -------- | -------------------- | ------ |
| 第1試合 | カラタチ             | 25%      | ナイチンゲールダンス | 75%    |
| 第2試合 | ナイチンゲールダンス | 47%      | 滝音                 | 53%    |
| 第3試合 | 滝音                 | 36%      | マユリカ             | 64%    |
| 第4試合 | マユリカ             | 56%      | 家族チャーハン       | 44%    |
| 第5試合 | マユリカ             | 53%      | 男性ブランコ         | 47%    |
| 第6試合 | マユリカ             | 79%      | 豪快キャプテン       | 21%    |

| 試合    | 暫定勝者       | 暫定勝者 | 対戦者         | 対戦者 |
| 試合    | コンビ名       | 得票率   | コンビ名       | 得票率 |
| ------- | -------------- | -------- | -------------- | ------ |
| 第1試合 | シシガシラ     | 60%      | 豆鉄砲         | 40%    |
| 第2試合 | シシガシラ     | 27%      | オズワルド     | 73%    |
| 第3試合 | オズワルド     | 44%      | スタミナパン   | 56%    |
| 第4試合 | スタミナパン   | 61%      | 例えば炎       | 39%    |
| 第5試合 | スタミナパン   | 42%      | インディアンス | 58%    |
| 第6試合 | インディアンス | 51%      | ひつじねいり   | 49%    |

## スタッフ
個別記事のある人物・会社のみ記載し、所属先は省略する。
- 構成：石原健次
- 予選審査員：遠藤敬、大井洋一、里村仁志、下田雄大、友野英俊、友光哲也、ハスミマサオ、堀由史、やまだともカズ
- ナレーション：畑中ふう、アラン・J、Sayoko Kamei
- ABCテレビ本社 Cサブ
  - P：岸岡孝治
- デジタル：佐々木匡哉
- 営業：竹野康治郎
- 協力：よしもとブロードエンタテインメント、tv asahi create、アイネックス、住友不動産、森ビル、テイクシステムズ、テルミック、共立、tv asahi service、VALSE inc.、テレビ朝日映像、三交社、俳優座劇場、つむら工芸、テレフィット、ハリウッド美容専門学校、イングス、戯音工房
- 映像提供：テレビ西日本
- 画像提供：NHK、AP東京スポーツ/アフロ
- 取材ディレクター：三谷三四郎
- プロデューサー：芝聡
- 協力：テレビ朝日
- 制作：朝日放送テレビ、吉本興業

## 関連番組
M-1ラジオ〜〇〇のチカラ〜（ABCラジオ、radiko、YouTube、Amazon Music、stand.fm）
11月4日 - 2025年1月27日 毎週月曜 23:30 - 24:00に放送。歴代『M-1』王者がパーソナリティとなり、『M-1』で一躍スターになった芸人や悔しい思いをした芸人などを迎え、それぞれの目線で『M-1』を語る。過去のファイナリストだけでなく、今大会を終えた後の芸人達も出演する。

M-1グランプリ ファイナリスト同窓会（Lemino）
11月29日から12月13日にかけて順次配信。第6回（2006年）、第10回（2010年）のファイナリストが集まり、当時の『M-1』の思い出などを語り合う。第6回（2006年）からはチュートリアル、トータルテンボス、ザ・プラン9のお〜い!久馬とヤナギブソン、第10回（2010年）からは笑い飯、ナイツ、スリムクラブが出演。

M-1グランプリ20回記念 俺たちだって面白い!1万組のエントリー物語（ABCテレビ・テレビ朝日系列、TVer）
12月15日 12:55 - 13:55に生放送。今大会にエントリーしたコンビの密着映像を公開。この番組内で決勝戦と敗者復活戦の審査員発表も行われた。出演者はブラックマヨネーズ、堀田茜、大仁田美咲。

キラリと光るマヂカルスターを探せ! 2024（Lemino）
12月16日 17:00から順次配信。1回戦の中から厳選された、個性の強いネタを披露した「マヂカルスター」にマヂカルラブリーがコメントする。

まもなくM-1グランプリ2024 敗者復活戦会場から徹底考察&生リポート（TVer）
12月22日 13:30 - 14:40に生配信。敗者復活戦会場（新宿住友ビル・三角広場）にて敗者復活戦の徹底考察や生リポートなどを行う。出演者は平成ノブシコブシ、松田好花、おいでやす小田。

ラジオでウラ実況!M-1グランプリ2024（ABCラジオ、radiko）
12月22日 18:00 - 22:30に放送。決勝戦のサイマル生中継を組み込んだ特別番組。出演者はユースケ、橋本直、野田クリスタル、鷲尾千尋。

M-1グランプリ2024 祝!20回 漫才師たちの大反省会（Lemino）
決勝戦終了直後に生配信。決勝戦を終えたばかりのファイナリスト達を迎え、今大会を振り返る。司会は川島明、ゲストは西田幸治、とろサーモン、錦鯉。

M-1打ち上げ by -196 〜どかーんと一発打ち上げようよ!〜（TVer、YouTube、X）
12月23日 0:00（22日深夜24:00）から生配信。決勝戦を終えたファイナリスト達を招いての打ち上げ企画。例年は千鳥が幹事（司会）を務めていたが、今回はマヂカルラブリーと渋谷凪咲が務めた。

M-1グランプリ2024 アナザーストーリー（ABCテレビ・テレビ朝日系列、TVer）
12月29日 22:30 - 23:30に放送。番組内のサブタイトルは「夢の終わりと始まり」。優勝者・令和ロマンと2位・バッテリィズの密着映像を公開。決勝戦数日後に収録されたインタビュー映像も使用されている。

## 関連書籍
- M-1グランプリ大全2001-2024（ヨシモトブックス / ワニブックス、ISBN 978-4847075117、2024年11月22日）[16]